# Alonso González (médico)
Alonso González fue un médico español de los siglos xvi y xvii.

## Biografía
Nació en Sevilla según Anastasio Chinchilla y se licenció en medicina en la Universidad de Granada. De allí pasó a ser médico titular de Priego de Córdoba, donde escribió una obra sobre higiene titulada Carta al doctor Pedro de Párraga Palomino, médico en la ciudad de Granada; en que se trata del arte y órden para conservar la salud, y dilatar nuestra vida y buen uso del beber frio con nieve (Granada, 1612), dedicada a Pedro González de Mendoza, arzobispo de Granada. Se divide en tres partes: la primera se ocupa «en presentar un nuevo opúsculo de higiene», la segunda «refuta varias de las opiniones de Párraga» y la última «trata del beber frío con nieve».